# فاطمة بنت عبد الله
أم عُثمان فاطمة بنت عبد الله الثقفية صحابية جليلة مِن ثقيف، شَهِدت ولادة آمنة بنت وهب لنبي الإسلام وهي والدة عثمان بن أبي العاص.

## ما جاء عنها
كانت مع آمنة بنت وهب حينما آتاها المُخاض وشَهدت ولادتها لنبي الإسلام محمد وروى عنها ابنها الصحابي عثمان بن أبي العاص قولها
«لما ضَرَب آمنة بنت وهب المُخاض وكان ذلك ليلًا، نظرتُ إلى النجوم تَدَلَّى حتى إني لأقول: لَيَقَعْنَ عَلَيَّ، فلما ولدت خرج لها نورٌ أضاء له البيتُ الذي نحن فيه والجدار، فما شيءٌ أنظر إليه إلا نَوَّر.»
وفي رواية أُخرى مُشابهة للأولى:
حدثنا أحمد بن عمرو الخلال المكي ، ثنا محمد بن منصور الجواز ، ثنا يعقوب بن محمد الزهري ، ثنا عبد العزيز بن عمران ، عن عبد الله بن عثمان بن أبي سليمان ، عن أبيه ، عن ابن أبي سويد الثقفي قال : سمعت عثمان بن أبي العاص يقول : أخبرتني أمي قالت : «شهدت آمنة لما ولدت رسول الله - صلى الله عليه وسلم - ، فلما ضربها المخاض نظرت إلى النجوم تدلى ، حتى إني أقول لتقعن علي ، فلما ولدت ، خرج منها نور أضاء له البيت الذي نحن فيه والدار ، فما شيء أنظر إليه ، إلا نور.»